# Almadén
Almadén – miasto w Hiszpanii położone w Nowej Kastylii, we wspólnocie autonomicznej Kastylia-La Mancha, w prowincji Ciudad Real.
Miasto to znajduje się u podnóży gór Sierra Morena. Almadén znane jest z wydobycia rud rtęci, posiada też hutę tego surowca. W 2012 roku kopalnie rtęci w Almadén wpisano na listę światowego dziedzictwa UNESCO.